# Талова (смт)
Талова (рос. Таловая) - робітниче селище, адміністративний центр Таловського району Воронезької області Росії. Утворює муніципальне утворення Таловське міське поселення як єдиний населений пункт в його складі.

## Географія
Розташоване на річці Суха Чигла (басейн Дону), за 157 км на південний схід від Воронежа. Станція Талова — вузол залізничних ліній на Лиски, Поворино, Павловськ, Калач.
На північно-східній околиці знаходиться селище Верьовкін 2-й.

## Історія

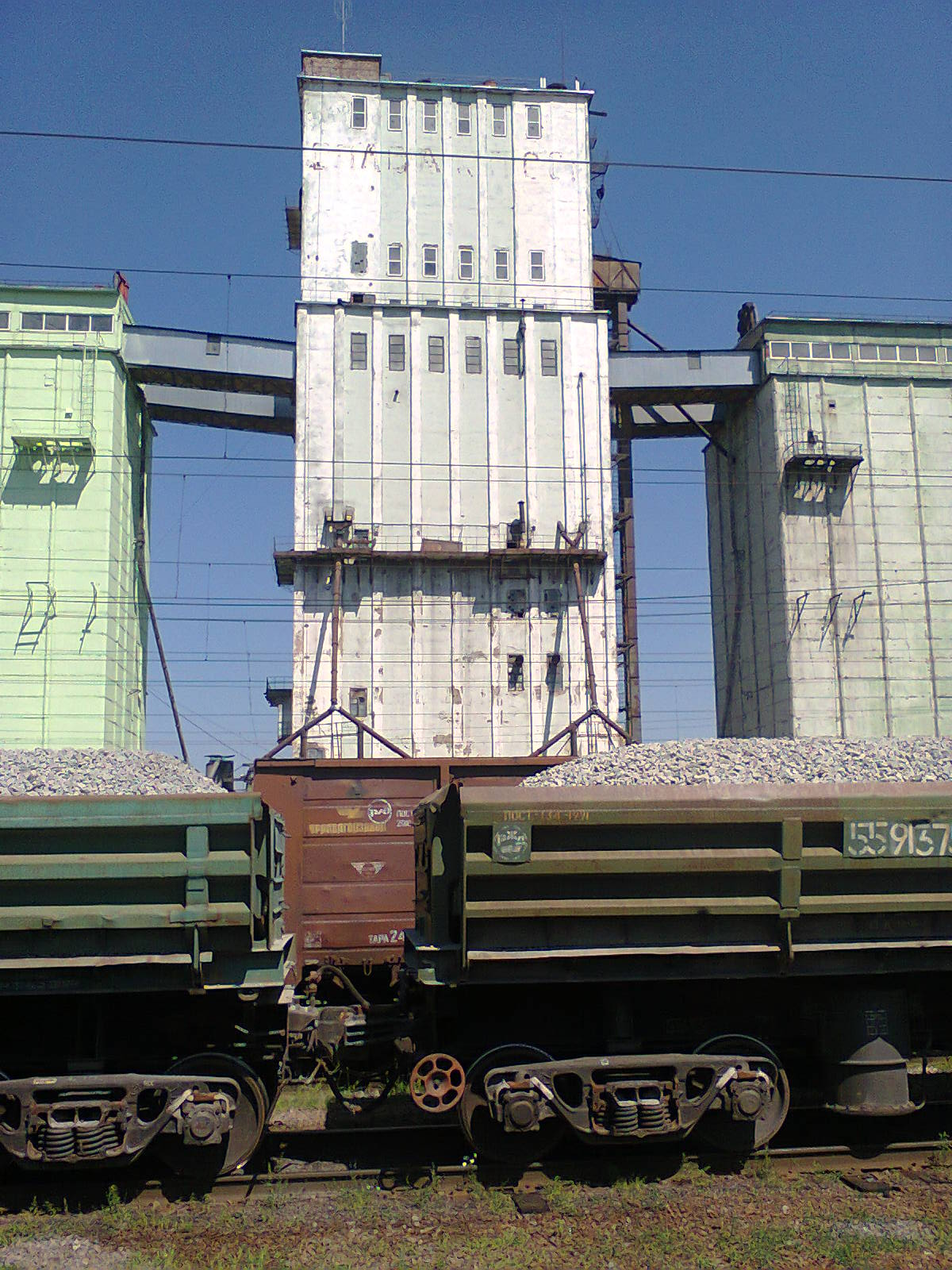
Будівля елеватора

Засноване в 1892 році в зв'язку з будівництвом залізниці «Харків - Балашов». Спочатку служила як залізнична станція для зупинки поїздів далекого прямування. З 1957 року - селище міського типу.

## Економіка
Маслосироробний завод, харчовий комбінат, хлібозавод; асфальтобетонний завод, філії Воронезького АТ «Електросигнал» і швейного об'єднання «Дон», елеватор. Підприємства залізничного транспорту. Станом на 2011 рік працювали лише підприємства залізничного транспорту та, частково, хлібопекарська галузь. Станом на 2013 рік жоден виробничий об'єкт в селищі не функціонував.
За 12 кілометрів на південь від селища знаходиться Науково-дослідний інститут сільського господарства Центральночорноземної смуги ім. В. В. Докучаєва.